# 23XI Racing
23XI Racing è un team professionistico che compete nella NASCAR Cup Series. È di proprietà e gestito dal ex giocatore di basket e Hall of Fame Michael Jordan con il supporto del veterano NASCAR, Denny Hamlin come membro di minoranza.

## Storia

### 2021

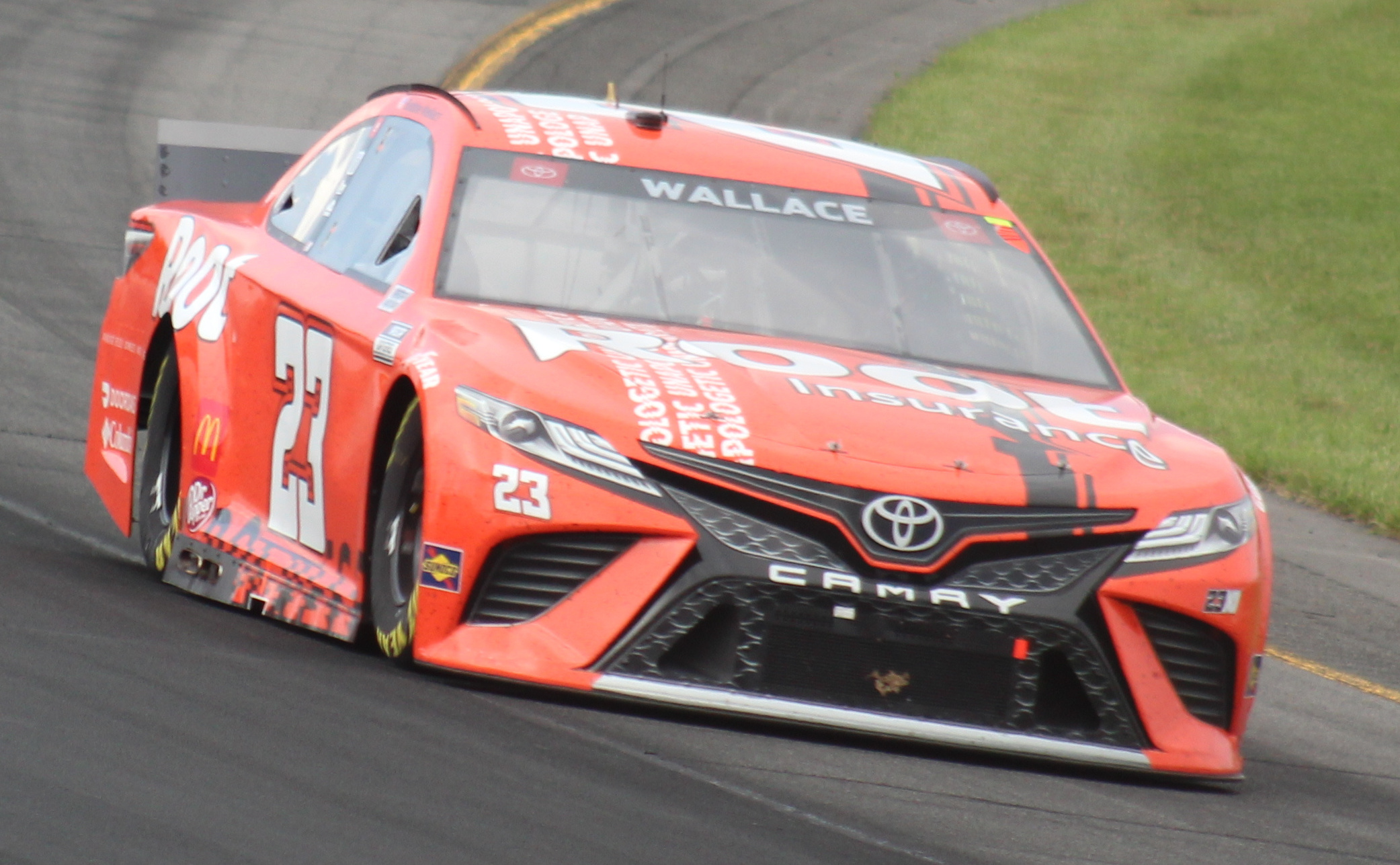
Bubba Wallace nel 2021 con la vettura numero 23 del 23XI Racing

Nel 2021 il team 23XI Racing porta una sola vettura, la Toyota numero 23 guidata da Bubba Wallace. Dopo aver ottenuto due piazzamenti in top cinque, il 4 ottobre 2021 al Talladega Superspeedway, il team con Wallace vincono la prima vittoria nella NASCAR Cup Series. Wallace chiude 21º in classifica piloti.

### 2022

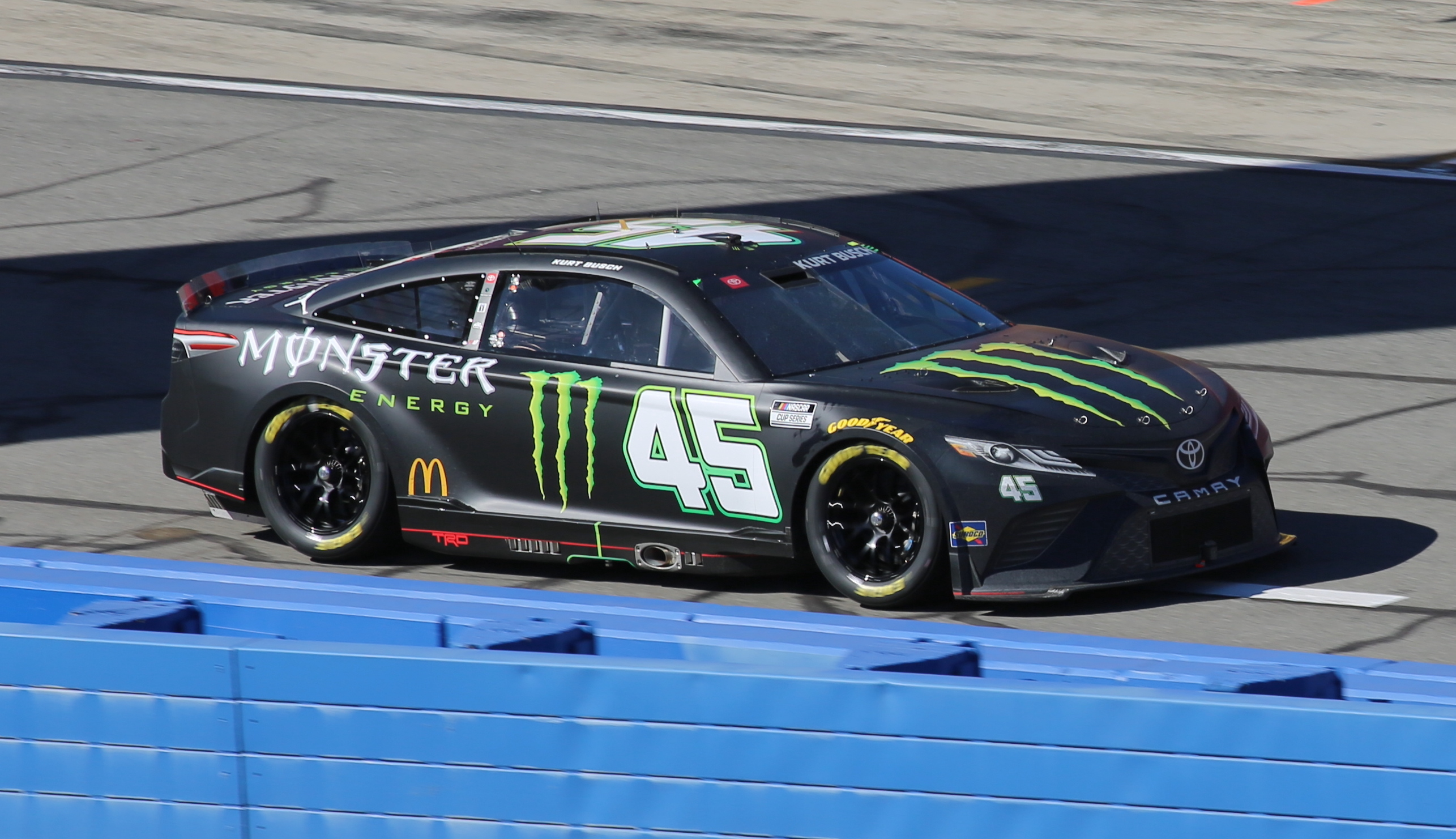
Kurt Busch nel 2022 a guida della Toyota n.45

Il 27 agosto del 2021, 23XI Racing annuncia che dal 2022 portano due vetture nella NASCAR Cup Series, oltre alla numero 23 di Wallace si aggiunge la numero 45 guidata da Kurt Busch. Nella prima gara della stagione, la Daytona 500 il team chiude secondo con Wallace.

## Risultati

### NASCAR Sprint Cup Series
| Anno | Vettura | N° | Piloti        | Gare | Vittorie | Podi | Top 10 | Pos. |
| ---- | ------- | -- | ------------- | ---- | -------- | ---- | ------ | ---- |
| 2021 | Toyota  | 23 | Bubba Wallace | 36   | 1        | 2    | 3      | 21°  |
| 2022 | Toyota  | 23 | Bubba Wallace | 2    | 0        | 1    | 1      | 24°  |
| 2022 | Toyota  | 45 | Kurt Busch    | 2    | 0        | 0    | 0      | 10°  |
| 2023 | Toyota  | 23 | Bubba Wallace | 3    |          |      |        | -*   |
| 2023 | Toyota  | 45 | Tyler Reddick | 3    |          |      |        | -*   |

*Stagione in corso.